# Ганс-Юрген Ольдерп
Ганс-Юрген Ольдерп (нім. Hans-Jürgen Oldörp; 26 червня 1911, Любек — 24 липня 1942, Атлантичний океан) — німецький офіцер-підводник, капітан-лейтенант крігсмаріне.

## Біографія
В 1935 році вступив на флот. З 20 грудня 1941 року — командир підводного човна U-90. 30 червня 1942 року вийшов у свій перший і останній похід. 24 липня 1942 року U-90 був потоплений в Північній Атлантиці східніше Ньюфаундленду (48°12′ пн. ш. 40°56′ зх. д.) глибинними бомбами канадського есмінця «Сеінт Крокс». Всі 44 члени екіпажу загинули.

## Звання
- Фенріх-цур-зее (1 липня 1936)
- Оберфенріх-цур-зее (1 січня 1938)
- Лейтенант-цур-зее (1 квітня 1938)
- Оберлейтенант-цур-зее (1 жовтня 1939)
- Капітан-лейтенант (1 липня 1942)

## Нагороди
- Медаль «За вислугу років у Вермахті» 4-го класу (4 роки)